# Nelson Carneiro
Nelson Carneiro (portuguès: Nelson de Souza Carneiro)  (Salvador, 8 d'abril de 1910 - Niterói, 6 de febrer de 1996) va ser un polític i periodista brasiler, amb una extensa actuació al Congrés Nacional del Brasil entre 1947 i 1994, on va destacar per lluitar per l'aprovació de la llei del divorci, promulgada l'any 1977. Forma part del Llibre dels Herois i Heroïnes de la Pàtria, a través de la Llei 13.852/19.

## Vida política a Bahia
Va néixer a Salvador, capital de l'estat de Bahia, fill d'Antônio Joaquim de Souza Carneiro (primer tècnic en trobar petroli al barri de Lobato) i de Laura Coelho de Souza Carneiro. El seu germà, Edison Carneiro, va ser escriptor especialitzat en cultura afrobrasilera.
Va iniciar la seva vida pública l'any 1929, com a periodista d'O Jornal (vinculat a l'oposició al govern de Bahia). Va graduar-se en la Facultat de Dret de la Universitat Federal de Bahia el 1932. Aquell mateix any, va ser arrestat al donar suport a la Revolució Constitucionalista de 1932 contra el govern de Getúlio Vargas, i va haver de complir pena de presó a Rio de Janeiro, que en aquella època era la capital del país.

1956

Amb la fi de l'Era Vargas i la redemocratització del país, el 1945 es va afiliar a la UDN i va disputar una plaça en l'Assemblea Constituent destinada a elaborar la Constitució brasilera de 1946, però només va assolir ser-ne suplent. Després de les eleccions, va cobrir l'elaboració de la carta magna per a dos diaris baianos: el Jornal da Bahia i O Imparcial. L'abril de 1947 va deixar la suplència i va ocupar un escó a la Cambra de Diputats, que renovaria en els comicis del 1950.
El 1951 va presentar el seu primer projecte sobre el divorci i un altre per equiparar els drets de les dones casades als dels marits. Això va desencadenar debats aferrissats amb els ultraconservadors, com el Pare Alfredo de Arruda Câmara. Va afiliar-se al Partit Llibertador, amb els que no va aconseguir la reelecció el 1954; una derrota atribuïda a la ferma oposició de l'Església Catòlica contra les tesis defensades per Carneiro.

## Vida política a Rio de Janeiro
El 1958 Nelson Carneiro va traslladar-se a Rio de Janeiro amb l'objectiu de concórrer a les eleccions pel llavors Districte Federal, convençut de que un electorat de perfil menys conservador acceptaria millor les seves propostes. Així, va ser elegit diputat federal pel PSD el 1958. A partir del 21 d'abril de 1960, amb el trasllat de la capital a Brasília, va passar a representar el nou estat de Guanabara, i després sent reelegit el 1962.

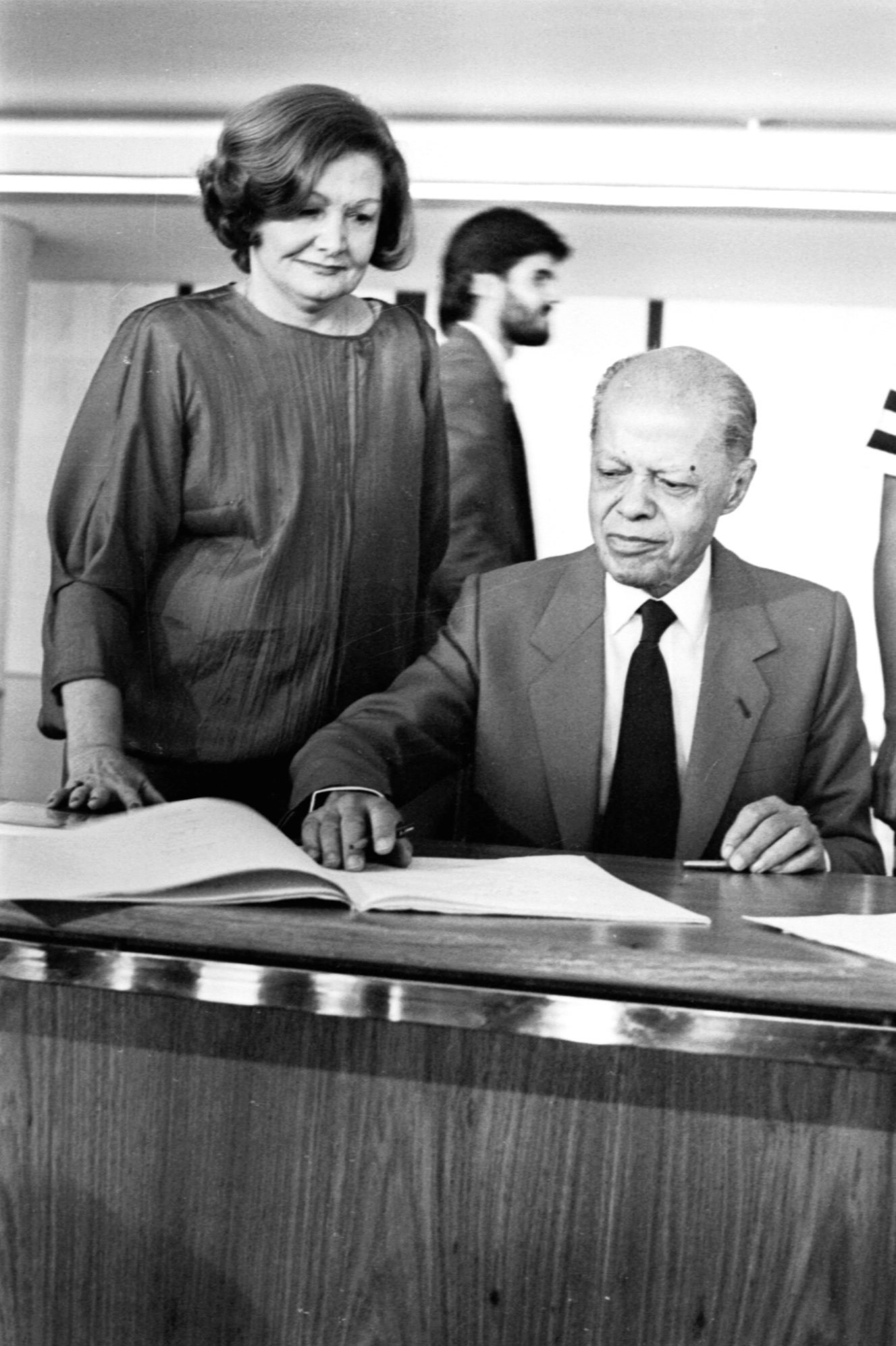
Signant la Constitució del Brasil el 1988, com a membre de l'Assemblea Nacional Constituent.

En mig de la crisi desencadenada per la renúncia del president Jânio Quadros el 25 d'agost de 1961, Carneiro va ser l'autor de l'esmena que va instituir el parlamentarisme en el Brasil. Així, es va assegurar la presa de possessió del vicepresident Joan Goulart i es va nomenar un primer ministre (Tancredo Neves) per formar govern. Amb la deposició del president João Goulart pel cop militar del 31 de març de 1964, i la subsegüent adopció del bipartidisme, Nelson Carneiro va ingressar a l'MDB, sent novament elegit diputat federal el 1966.
Aquella legislatura va ser l'última a la Cambra de Diputats, ja que el 1970 va aconseguir un escó al Senat del Brasil. Ho va fer en representació de Guanabara, tot i que el 15 de març de 1975, amb la dissolució de l'antic Município Neutro, va passar a fer-ho per l'estat de Rio de Janeiro.
El 26 de desembre de 1977, després de vint-i-sis anys d'espera, Nelson Carneiro va obtenir l'aprovació de la Llei 6.515, que instituïa el divorci al Brasil. El polític de Bahia es va veure beneficiat per un canvi en la normativa referent a les esmenes constitucionals, que rebaixava el llindar d'aprovació de dos terços a majoria absoluta.
Reelegit el 1978, va afiliar-se al PTB d'Ivete Vargas. Amb ocasió dels comicis presidencials de 1985, encara amb eleccions indirectes, va votar per Tancredo Neves. Va regresar a les files del PMDB i va disputar les primàries del partit a les eleccions a governador. Derrotat per Wellington Moreira Franco, va centrar-se en preparar la campanya per renovar l'escó de senador, que va aconseguir el 1986.

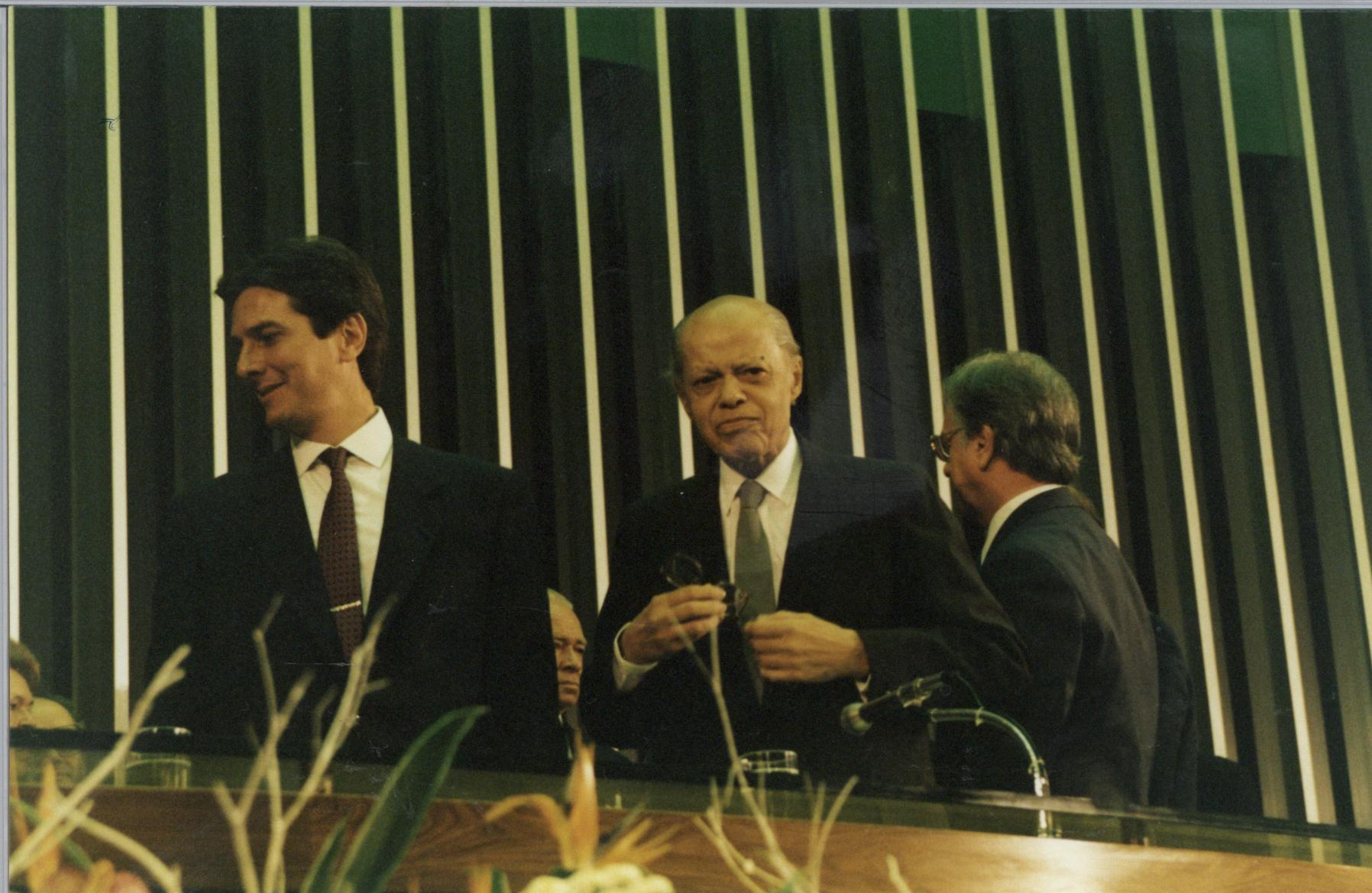
Presa de possessió del president Collor de Melo (esq.), acompanyat de Carneiro (centre).

Va ser membre de l'Assemblea Nacional Constituent que va redactar la Constitució de 1988, i va ser elegit president del Senat Federal l'any següent. En virtut d'aquest càrrec, el 15 de març de 1990 va presidir l'acte de presa de possessió de Fernando Collor de Mello com a nou President de la República, el primer en ser escollit per elecció directa des de la victòria de Quadros el 1960.
Aquell mateix any va optar novament al càrrec de governador fluminense, en unes eleccions que venceria Leonel Brizola. L'any 1994 va presentar-se per quart cop al Senat, com a mebre del Partit Progressista, però no va resultar victoriós.

## A Amèrica Llatina
Nelson Carneiro va ser cofundador (1964) i president (1982-1985) del Parlament Llatinoamericà i Caribeny.

## Defunció i homenatges pòstums
El polític va finar el 6 de febrer de 1996 a Niterói, estat de Rio de Janeiro, degut a unes complicacions derivades d'una operació a l'estomac a la que s'havia sotmès dos mesos abans.
En virtut de la Llei Federal núm. 13.852, de 2019, el Congrés Nacional del Brasil va decretar la inscripció del senador Carneiro en el Llibre dels Herois i Heroïnes de la Pàtria, un memorial cenotàfic situat dintre del Panteó de la Pàtria i de la Llibertat Tancredo Neves de Brasília, creat per honorar la memòria de les persones que millor van servir al país en la seva defensa i construcció.
El 2016, un túnel de 1.400 metres de longitud a l'autovia TransOlímpica, a Rio, va ser batejat Túnel Senador Nelson Carneiro. També té un auditori i un carrer amb el seu nom a São Paulo.